# Lee Hae-in
Lee Hae-in (이해인?, I Hae-inLR; Daejeon, 16 aprile 2005) è una pattinatrice artistica su ghiaccio sudcoreana.
Ha vinto la medaglia d'argento al Campionato del mondo del 2023, è la campionessa del Campionato dei Quattro Continenti del 2023, competizione in cui ha vinto anche la medaglia d'argento nel 2022, e ha vinto cinque medaglie nel Campionato nazionale senior della Corea del Sud (argento nel 2020; bronzo nel 2019, 2021, 2022 e 2023). A livello juniores è la campionessa delle gare di Grand Prix della Lettonia e della Croazia del 2019.
Nella stagione di pattinaggio 2022-23, Lee è diventata la seconda donna sudcoreana dopo Yuna Kim capace di vincere una medaglia nel Campionato del mondo, nonché la seconda a vincere l'oro al Campionato dei Quattro Continenti. Ha contribuito a far vincere la medaglia della Corea del Sud al World Team Trophy.
Nell'estate del 2024 Lee ha ricevuto una sospensione di tre anni perché giudicata colpevole di aver bevuto alcolici e molestato un compagno di squadra minorenne durante un campus di allenamenti in Italia. Lee, che in seguito alla sospensione ha dovuto rinunciare a partecipare alle due gare di Grand Prix che le erano state assegnate, si è dichiarata pentita di aver bevuto alcolici ma si è difesa dall'accusa di molestie spiegando che con l'altro pattinatore intratteneva una relazione sentimentale. In novembre la sua sospensione è stata sospesa, e alla pattinatrice è stato consentito iscriversi a una competizione nazionale.

## Palmarès
GP: Grand Prix; CS: Challenger Series; JGP: Junior Grand Prix
| Risultati | Risultati      | Risultati      | Risultati      | Risultati      | Risultati      | Risultati      | Risultati      | Risultati      |
| Internazionali | Internazionali | Internazionali | Internazionali | Internazionali | Internazionali | Internazionali | Internazionali | Internazionali |
| Evento | 2017–18        | 2018–19        | 2019–20        | 2020–21        | 2021–22        | 2022–23        | 2023-24        | 2024-25        |
| --- | -------------- | -------------- | -------------- | -------------- | -------------- | -------------- | -------------- | -------------- |
| Campionati mondiali |                |                |                | 10°            | 7°             | 2º             | 6°             | 9º             |
| Campionati dei Quattro continenti |                |                |                |                | 2º             | 1º             | 11°            | 8°             |
| GP Trophée Eric Bompard |                |                |                |                | 10°            | 4°             | 4°             |                |
| GP NHK Trophy |                |                |                |                |                |                | 4°             | R              |
| GP Skate America |                |                |                |                |                | 4°             |                | R              |
| GP Skate Canada |                |                |                |                | 7°             |                |                |                |
| CS Finlandia Trophy |                |                |                |                | R              | 4°             |                |                |
| CS Nepela Memorial |                |                |                |                |                | 3º             | 2º             |                |
| Egna Trophy |                |                |                |                | 2º             |                |                |                |
| Shangai Trophy |                |                |                |                |                |                | 2º             |                |
| Triglav Trophy |                |                |                |                | 1º             |                |                |                |
| Nazionali |                |                |                |                |                |                |                |                |
| Campionati della Corea del Sud | 9°             | 3º             | 2º             | 3º             | 3º             | 3º             | 2º             | 6°             |
| Eventi a squadre |                |                |                |                |                |                |                |                |
| World Team Trophy |                |                |                |                |                | 2° S 1° P      |                |                |
| Internazionali: Juniores |                |                |                |                |                |                |                |                |
| Campionati mondiali |                | 8°             | 5°             |                | R              |                |                |                |
| JGP Finale |                |                | 5°             |                |                |                |                |                |
| JGP Austria |                | 4°             |                |                |                |                |                |                |
| JGP Croazia |                |                | 1º             |                |                |                |                |                |
| JGP Lettonia |                |                | 1º             |                |                |                |                |                |
| JGP Slovenia |                | 3º             |                |                |                |                |                |                |
| Asian Open | 1º N           | 1º             |                |                |                |                |                |                |
| N = Novice; R = Ritirata. S = Risultato della squadra ; P = Risultato personale. Medaglie assegnate solo per il risultato della squadra. |                |                |                |                |                |                |                |                |